# Klarabergsgatan
59°19′56″N 18°3′46″Ø / 59.33222°N 18.06278°Ø
Klarabergsgatan er en hovedgade i bydelen Norrmalm i Stockholms innerstad. Det strækker sig fra Sergels Torg i øst til Klarabergsviadukten i vest og er cirka 350 meter lang og 36 meter bred. De fleste af bygningerne langs gaden blev opført i forbindelse med Norrmalms totalfornyelse. Fra 2016 til 2018 lavede man Klarabergsgatan om til overvejende at være gågade, med baner til offentlig transport og en vis mængde taxatrafik. Spårväg City blev i 2018 forlænget til T-Centralen.

## Historien
Gaden fik sit nuværende navn i 1857, men har haft mange forskellige navne gennem tiderne. Det ældste kendte navn (fra 1645) er Berggathon, i 1664 var navnet Sankta Claræ Bergzgatun og i 1728 Sankt Clarä Bergs Gränd. På et kort over Stockholm fra 1885 hedder gaden dog (sit nuværende) Klarabergs gatan. Gaden kan være opkaldt efter klippen (på svensk: "berget"), beliggende vest for Klara Kirke. En del af denne klippe forblev skjult under Kirsteinska huset (senere navn: Hotel Continental), mens anden del af klippegrunden fortsat er synlig ved soklen af Klaras gamle skole.

## Ændringer i 1950'erne og 1960'erne
Ved Norrmalms totalfornyelse i 1950'erne og 1960'erne fik Klarabergsgatan et helt nyt udseende. For at imødekomme den stigende privatbilisme efter 2. verdenskrig ønskede Stockholms trafikplanlæggere at skabe en øst-vest-hovedfærdselsåre, bestående af en udvidet Klarabergsgatan med en 31 meter bred Klarabergsleden og en udvidet Hamngatan. Anlæggelsen af metroen krævede i sig selv store indgreb, idet adskillige kvarterer undtagen Klara Kirke blev revet ned. Dette projekt blev dog aldrig færdiggjort.
I dag er det forretnings- og kontorbygninger der dominerer Klarabergsgatan, og langs den nordlige side af gaden er antallet af ejendomme svundet ind til to store og lange bygninger. Den største er stormagasinet Åhléns City, som blev afsluttet i 1964 med arkitekttegninger af Backström & Reinius. Vest for Åhléns-bygningen forbindes stormagasinet af kontorhuset Orgelpipan 7, opført i årene 1962-65 efter tegninger af arkitekt Anders Berg med Olle Engkvist som bygherre.
På den sydlige side af gaden ligger det nye Hotel Continental som afløser for et ældre hotel opført i årene 1960-1963 med tegninger fra arkitektfirmaet Hjalmar Klemming/Erik Thelaus og indrettet af Carl-Axel Acking. Hotel Continentals gamle hotelbygning blev revet ned i 2013, og umiddelbart derefter begyndte man byggeriet af et nyt hotel, der ud over hoteldelen også indeholder en indgang til den nye station på Stockholms pendeltåg samt lejligheder til beboelse. Arkitekten Lennart Tham tegnede Klarabergsgatan 33-35 og Klarabergsgatan 37, der færdiggjordes henholdsvis i 1955 og 1959.
Klarabergsgatan 33-35 i Orgelpipan-kvarteret var den første bygning, der blev afsluttet på den "nye" Klarabergsgatan. Modehuset Claire var én af de første indflyttere (tidligere navn: "Husmoderns varuhus") og havde sine lokaler lidt længere mod øst på hjørnet Klarabergsgatan/Drottninggatan 46. På hjørnet af Klarabergsgatan/Drottninggatan ligger det daværende Länssparbankens hus, hvis bygning blev opført som kontor- og banklokaler for Länssparbanken Stockholm i årene 1957 til 1960.
Uforandret på stedet står Klara Kirke. På den lille plads foran kirken, Nils Ferlins Torg, står Karl Göte Bejemarks skulptur fra 1982, der forestiller Nils Ferlin i naturlig størrelse rygende på en cigaret. Ved Klarabergsgatan 35 har der siden 2000 været opsat et litterært skilt med et citat fra Ferlins digtsamling Goggles.

## Ændringer i 2010'erne
I årene 2016 - 2018 gik et omfattende renoverings- og ombygningsarbejde i gang. Tætningsbåndet, som skulle forhindre fugt i at trænge ind i de underliggende lokaler, blev nødvendigt at udskifte, det samme med letbanesporene og helleanlæggene ved stoppestederne. Der blev anlagt særlige cykelstier, gangbroerne blev udvidet betydeligt, og biltrafikkens vejbaner blev fjernet på det meste af strækningen. Den eneste del der fortsat er åben for biler, er strækningen mellem Klarabergsviadukten og Klara Norra Kyrkogata, og træerne langs nordsiden er ligeledes blevet udskiftet. Gaden, der, da den blev udvidet i 1950'erne, var tænkt som en hovedfærdselsåre for biltrafik, er nu kun åben for offentlig transport (bybusser og letbanetog) samt for fodgængere og cyklister.. Letbanetrafikken blev åbnet den 3. september 2018.

## Billeder
- Åhléns City og Orgelpipan 7. Foto fra 2006.
- Udsigt mod øst fra Klarabergsviadukten i 2008.
- Klarabergsgatan 56-64, et vue mod øst i 2012.
- Busbanen på Klarabergsgatan i ombygningsfasen.
- Letbanetog på Klarabergsgatan. Foto fra 2018.
- Klarabergsgatan (vue mod vest) i april 2018.

## Udvalgte bygninger ved Klarabergsgatan
Vist i bygningernes husnummerrækkefølge:
| Billede | Artikelnavn                  | Klarabergsgatan nr. | Anvendelse       | Kort beskrivelse |
| ------- | ---------------------------- | ------------------- | ---------------- | --- |
|         | Länssparbankens hus          | 25                  | Kontor, butikker | Bygningen blev opført som kontor- og banklokaler for Länssparbanken Stockholm mellem 1957 og 1960. Curt Björklund var bygningens arkitekt. Hjørnet af huset er prydet med en stor skulptur af Sven Sahlberg i kobber med titlen Ränta på ränta. |
|         | Klarabergsgatan 33–35        | 33–35               | Kontor, butiker  | Bygningen blev opført i 1955-1956 i forbindelse med Norrmalms totalfornyelse efter tegninger af arkitekt Lennart Tham. Sammen med nabohuset Klarabergsgatan 37 dannede Tham-bygningerne en sammenhængende, ensartet facade over for Åhléns Citys store bygningskompleks på nordsiden af Klarabergsgatan. |
|         | Klara Kirke                  | ---                 | Kirke            | Kirkebygningen blev påbegyndt i anden halvdel af 1500-tallet af den hollandske bygherre Hendrik van Huwen, og siden da har mange arkitekter været involveret i bygningens videre udformning, herunder Willem Boy, Göran Josuae Adelcrantz, Carl Fredrik Adelcrantz, Carl Hårleman og Artur von Schmalensee. Med sit 116 meter høje tårn er Klara Kirke Sveriges og Skandinaviens næsthøjeste kirketårn efter Uppsala Domkirke. |
|         | Klarabergsgatan 37           | 37                  | Kontor, butikker | Bygningen blev opført i 1959 i forbindelse med Norrmalms totalfornyelse efter tegninger af to arkitekter; nordmanden Leif Olav Møn og svenskeren Lennart Tham. Nabohuset Klarabergsgatan 33–35 (færdiggjort i 1956) blev ligeledes bygget efter tegninger af Tham. Begge kontorbygninger blev til efter en omfattende arkitektkonkurrence.                                                                                     |
|         | Hotel Continental (nedrevet) | 39                  | Hotel            | Hotellet blev bygget mellem 1960 og 1963 efter tegninger fra arkitektfirmaet Hjalmar Klemming / Erik Thelaus og indrettet af Carl-Axel Acking. Hotel Continental var et af de første moderne hoteller, bygget under Norrmalms totalfornyelse. Tidligere lå Kirsteinska huset på stedet. I 2016 blev et nyt hotel indviet, det nuværende Hotel Continental.                                                                     |
|         | Åhléns City                  | 50                  | Stormagasin      | Stormagasinet blev tegnet af arkitektfirmaet Backström & Reinius, indviet i 1964 og tildelt Kasper Salin-prisen i 1966. Mod Klarabergsgatan domineres facaden af et stort ur og firmaets navn med guldskrift. Hele komplekset måler 40x130 meter og kan nås både fra Klarabergsgatan, Mäster Samuelsgatan og fra T-centralen.                                                                                                  |
|         | Orgelpipan 7                 | 56–64               | Kontor, butikker | Bygningen blev bygget mellem 1962 og 1965 efter tegninger af en arkitekt Anders Berg. Mod Klarabergsgatan har bygningen fem etager, inklusiv en højere stueetage indeholdende butikker, bl.a. "Apoteket C.W. Scheele" (opkaldt efter apotekeren Carl Wilhelm Scheele). |